# Rue Bélanger
Pour les articles homonymes, voir Bélanger.
La rue Bélanger à Montréal est une rue de l'est de l'île de Montréal (Québec).

## Situation et accès
Cette longue artère est-ouest allie fonctions commerciale et résidentielle. Beaucoup de petits commerces comme des supermarchés et des restaurants s'y sont installés ces dernières années.

## Origine du nom
Il tient son nom de Antoine Bélanger, propriétaire des terrains sur lesquels elle a été ouverte.

## Histoire
Une première section de cette voie est cédée en 1875 par les propriétaires terrien Césaire Charbonneau, Charles Nelson et Antoine Bélanger (1824?-1896), dont elle retient le nom. 
Elle a été prolongée à quelques reprises par la suite.

## Bâtiments
Les Bâtiments sur (et autour) de la rue sont majoritairement des duplexes, triplexes, quadruplexes et sextuplexes. 
Quelques maisons jumelées et (rarement) de grands appartements sont aussi présents.  

## Source
- Ville de Montréal, Les rues de Montréal, Répertoire historique, Montréal, Méridien, 1995